# Movistar Open 2008
Il Movistar Open 2008 è stato un torneo di tennis giocato sulla terra rossa. È stata la 15ª edizione del Movistar Open, che fa parte della categoria International Series nell'ambito dell'ATP Tour 2008. Si è giocato al Centro de Tenis Las Salinas di Viña del Mar in Cile,dal 28 gennaio al 3 febbraio 2008.

## Partecipanti

### Teste di serie
| Nazionalità | Giocatore          | Ranking | Testa di serie |
| ----------- | ------------------ | ------- | -------------- |
| Cile        | Fernando González  | 24      | 1              |
| Argentina   | Juan Ignacio Chela | 25      | 2              |
| Argentina   | Juan Mónaco        | 21      | 3              |
| Spagna      | Fernando Verdasco  | 29      | 4              |
| Argentina   | Agustín Calleri    | 41      | 5              |
| Spagna      | Óscar Hernández    | 52      | 6              |
| Argentina   | José Acasuso       | 58      | 7              |
| Cile        | Nicolás Massú      | 70      | 8              |

## Campioni

### Singolare
Fernando González ha battuto in finale  Juan Mónaco per walkover

### Doppio
José Acasuso /  Sebastián Prieto hanno battuto in finale  Máximo González /  Juan Mónaco che si sono ritirati sul punteggio di- 6–1, 3–0